# ペガスス座ゼータ星
ペガスス座ζ星（ペガススざゼータせい、ζ Pegasi, ζ Peg）は、ペガスス座にある恒星で3等星。

## 概要
B型主系列星で、58秒離れた12等星とは見かけの二重星の関係だが、177秒離れた12等星とは連星系を成していると考えられている。

## 名称
アラビア語で「英雄の幸運」という意味の言葉 saʿd al-humām に由来するホマン (Homam) という固有名を持つ。これは元々この星と近くにあるξ星の両方を指していた言葉がζ星に対して使われるようになったものである。このような呼び名が付いた経緯は定かではない。2016年8月21日に国際天文学連合の恒星の命名に関するワーキンググループ (Working Group on Star Names, WGSN) は、Homam をペガスス座ζ星の固有名として承認した。